# Hanka Nowobielska
Hanka Nowobielska, właściwie Jarosława Janina Fiutowska z domu Łukasiewicz (ur. 11 maja 1912 w Łuczanach koło Chodorowa, zm. 3 lutego 1992 w Białce Tatrzańskiej) – poetka podhalańska, zaliczana do ludowych ze względu na rodzaj twórczości (przeważnie w gwarze podhalańskiej), oryginalnej w stylu i głównie lirycznej; działaczka na rzecz kultury.

## Życiorys
Córka nauczycieli, ojciec zginął w czasie I wojny światowej. Matka, Janina wyjechała na Podhale, gdzie podjęła pracę. Jarosława uczęszczała do szkoły powszechnej w Brzegach, Białce Tatrzańskiej, później u sióstr klarysek w Krakowie i Starym Sączu oraz do Szkoły Domowej Pracy Kobiet w Kuźnicach. W roku 1937 wyszła za mąż za Józefa Fiutowskiego, cieślę-budowniczego, absolwenta Szkoły Przemysłu Drzewnego w Zakopanem. Józef Fiutowski zmarł w 1945 r., a Janina została z trójką małoletnich dzieci: córkami Marią i Iwoną oraz synem Jarosławem, którym zapewniła wyższe wykształcenie.
Debiutowała, przyjmując pseudonim Hanka Nowobielska, w 1936 r. w zasłużonym w obronie polskości piśmie poznańskim „Orędownik”, już rok później wybitny badacz folkloru Stanisław Pigoń włączył spory wybór jej wierszy do redagowanej przez siebie antologii Poezja Młodego Podhala. Była znaczącą osobowością w kręgu twórców posługujących się gwarą podhalańską, ale mimo wielu nagród i publikacji nie zajęła nigdy miejsca, jakie wyznaczał jej talent i dzieło. Sprawiła to wrodzona skromność i trudna rola matki trojga dzieci. Pierwszy samodzielny tomik wydała dopiero w roku 1970. Zapisała się potem w pamięci jako autorka góralskiej piosenki przepowiadającej kardynałowi Karolowi Wojtyle papieski tron już jesienią 1967 r. Na koronację Matki Boskiej Ludźmierskiej w 1963 r. napisała też modlitwę podhalańską, zatytułowaną: “Ludźmierskie śluby ludu góralskiego”.
Pisała przede wszystkim wiersze, ale także gawędy o tematyce podhalańskiej i tatrzańskiej. Wśród wierszy związanych z Tatrami są np.: Góry moje, Śleboda, Wantule, Dziwozony, Sabała, Kwitnące skoruse, a tematyka zbójnicka pojawia się w wierszach Zbójnickie talary i Janosik. Utwory w antologiach:Gawędy Skalnego Podhala (W-wa. 1960 i wydania nast.), Od Bugu do Tatr i Bałtyku (Lublin 1965), Wiersze proste jak życie (W-wa. 1966), Wieś tworząca (II-VII, 1966-83), Antologia współczesnej poezji ludowej (W-wa. 1967 i wydania nast.). Wybór swych wierszy wydała też dwukrotnie osobno: Kukułecka (W-wa. 1970) i Ugwarzania z kotem (W-wa 1980).
Pogrzeb poetki odbył się w Białce Tatrzańskiej. Mszę św. w asyście trzydziestu księży odprawił jej syn, ks. Jarosław Fiutowski. Homilię wygłosił ks. prof. Józef Tischner podkreślając wielką szlachetność zmarłej oraz znaczenie jej twórczości dla sprawy umiłowania rodzimej kultury i regionu Podhala. Na grobem w imieniu Związku Podhalan przemawiał Franciszek Bachleda-Księdzulorz.
Od 2010 r. odbywa się w Białce Tatrzańskiej doroczny Gminny Konkurs Gawędy i Recytacji im. Hanki Nowobielskiej.

## Odznaczenia i nagrody
- Krzyż Kawalerski Orderu Odrodzenia Polski[5]
- Złoty Krzyż Zasługi (1973)[6]
- Odznaka „Zasłużony Działacz Kultury” (1965)[4]
- Honorowe Członkostwo Związku Podhalan (1984)[7]
- I nagroda w konkursie organizowanym przez Klub Pisarzy Ludowych (1966)[8]
- I nagroda w Ogólnopolskim Konkursu Literackim im. Jana Pocka (1972)[9]
- I nagroda w Ogólnopolskim Konkursu Literackim im. Jana Pocka (1978)[9]